# از فاصله نزدیک
از فاصله نزدیک (به انگلیسی: At Close Range) یک فیلم سینمایی آمریکایی در ژانر جنایی و نئو-نوآر  محصول سال ۱۹۸۶ به کارگردانی جیمز فولی که بر اساس زندگی واقعی جنایی خانواده روستای پنسیلوانیا به رهبری بروس جانستون پدر ساخته شده است که آنها در دهه‌های ۱۹۶۰ و ۱۹۷۰ فعالیت می‌کرد. در این فیلم شان پن و کریستوفر واکن در نقش‌های اصلی و مری استوارت مسترسون، کریس پن، دیوید استراترن، کریسپین گلاور، کیفر ساترلند و آیلین راین در نقش های مکمل بازی می‌کنند. مدونا ترانه این فیلم را خواند.

## فیلمبرداری
این فیلم در حوالی شهرستان چستر، پنسیلوانیا و لنکستر و فرانکلین، تنسی و اسپرینگ هیل، تنسی فیلمبرداری شد. 